# Bala na Agulha: Reflexões de Boteco, Pastéis de Memória e Outras Frituras
Bala na Agulha: Reflexões de Boteco, Pastéis de Memória e Outras Frituras é o primeiro livro do cantor e compositor maranhense Zeca Baleiro.
Estão reunidos, neste livro lançado em 2010, artigos e crônicas sobre temas da cultura e do cotidiano, publicados no site do artista desde 2005.

## O Livro
O livro é dividido em três partes: 
- Na primeira e mais longa, intitulada "Bala na Agulha", tem 42 crônicas que, na verdade, compunham as postagens do seu blog desde 2005, com temas variados.
- Na segunda, intitulada "Bestiário Pós-moderno", estão vários verbetes, definições irônicas de palavras, de acordo com seu olhar ácido e voraz para a realidade.
- A terceira – "Curtas, grossas e algumas infames" - estão provérbios, antivérbios, aforismo e desaforismos. Constitui, todo o montante, uma compilação de pensamentos e versos casuais.